# 국립희리산해송자연휴양림
국립희리산해송자연휴양림은 충청남도 서천군에 있는 자연휴양림이다.